# گزان‌بند (ورزقان)
گزان‌بند یکی از روستاهای استان آذربایجان شرقی است که در دهستان سینا بخش مرکزی شهرستان ورزقان واقع شده‌است.